# Beaufortia aestiva
Beaufortia aestiva är en myrtenväxtart som beskrevs av K.J.Brooks. Beaufortia aestiva ingår i släktet Beaufortia och familjen myrtenväxter. Inga underarter finns listade i Catalogue of Life.